# Scandia Colles
Scandia Colles je pahorkatina na povrchu Marsu, která se nachází na severní polokouli severoseverozápadním směrem od štítové sopky Alba Patera, východním směrem od planiny Mare Boreum poblíž albedové oblasti Scandia. Severozápadním směrem se pak nachází skupina dalších hor zvaná Scandia Tholi. Pahorkatina se táhne přes 1 365 km.
Pojmenována byla latinsky v roce 1985 dle klasického albedového jména.